# محمد بلخيرة
 محمد بالخيرة (1957 الجزائر) هو لاعب كرة قدم جزائري.